# Grassau

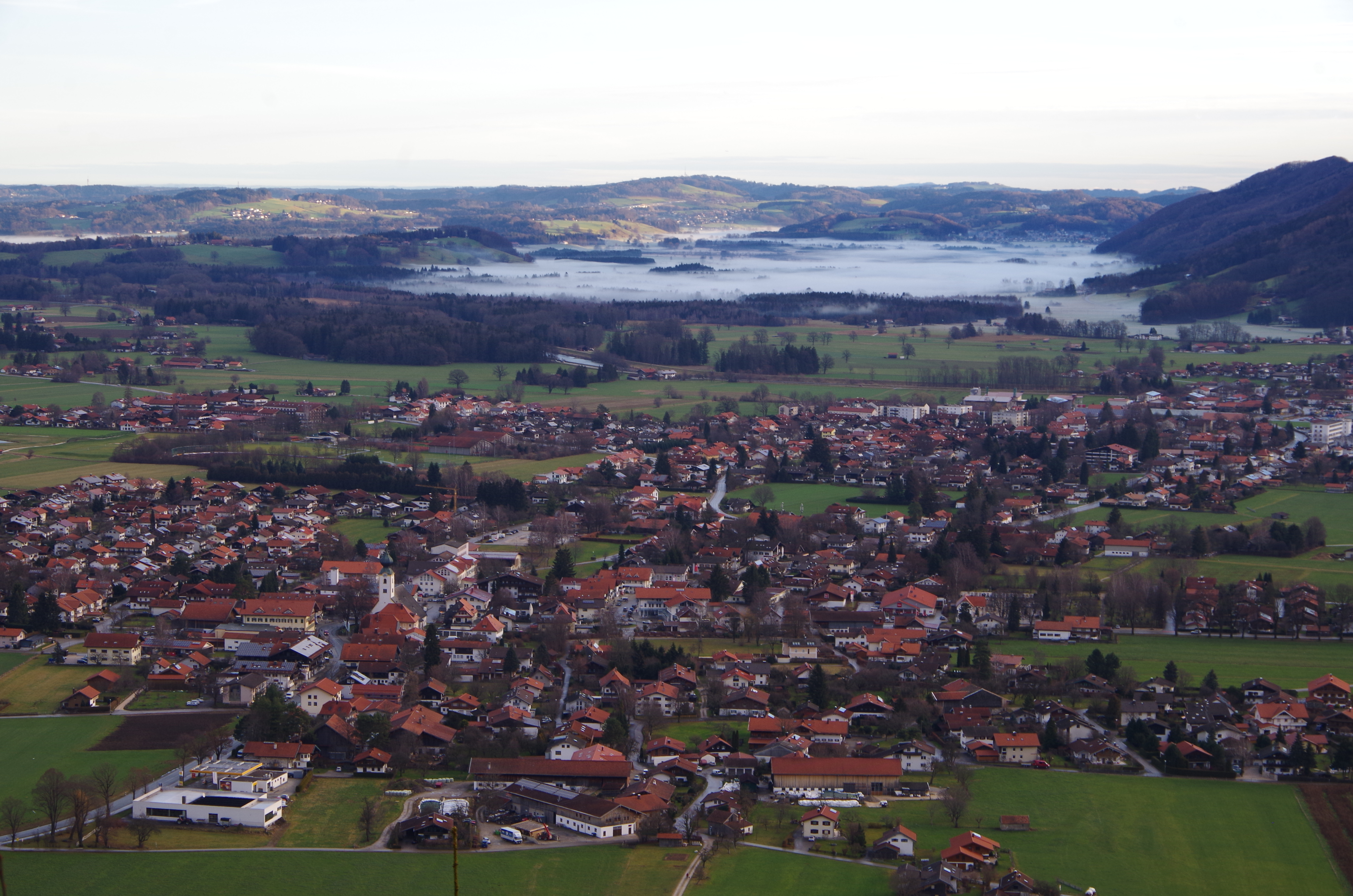
Grassau mit dem Egerndacher Filz im Hintergrund

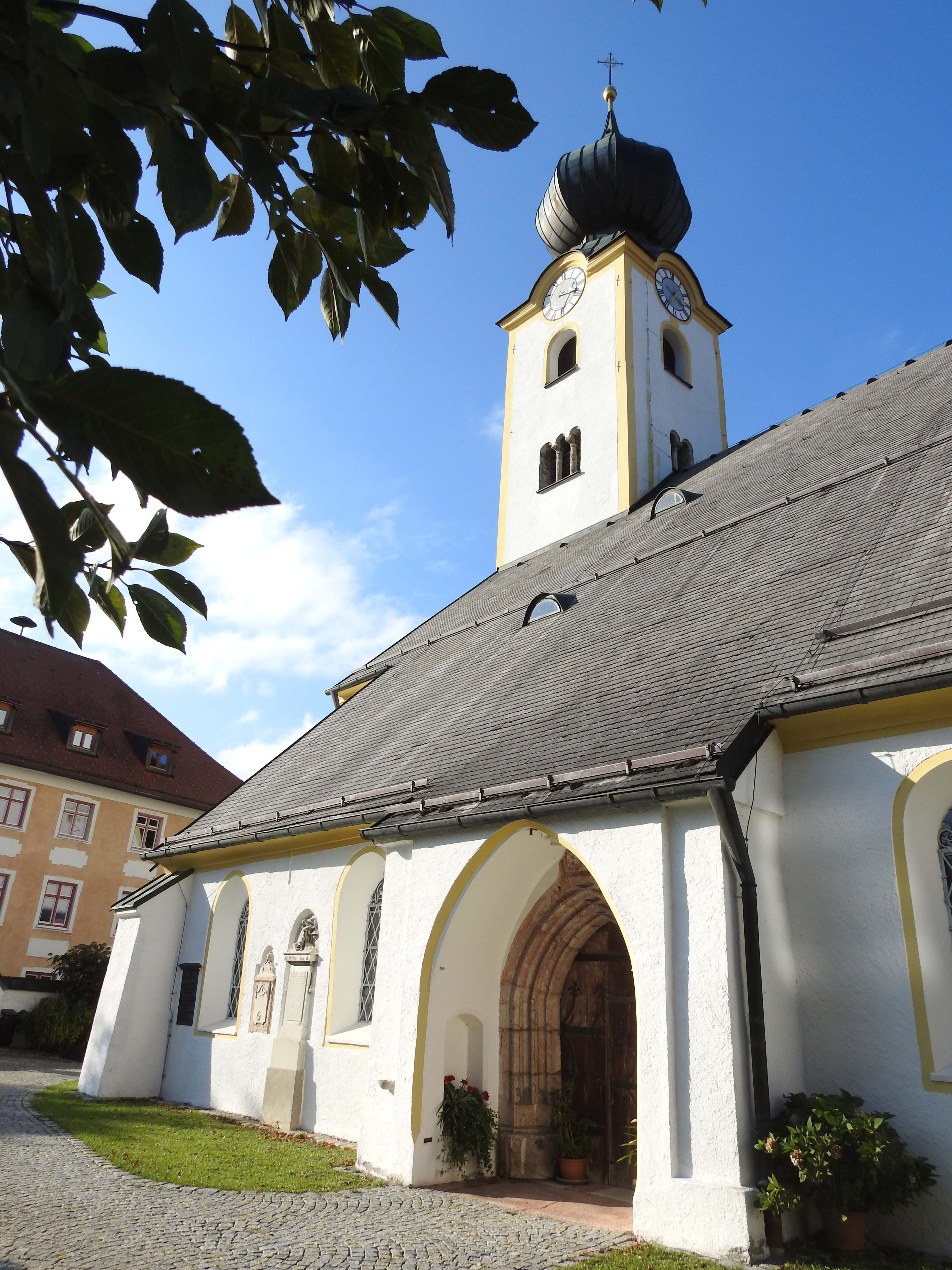
Pfarrkirche in Grassau

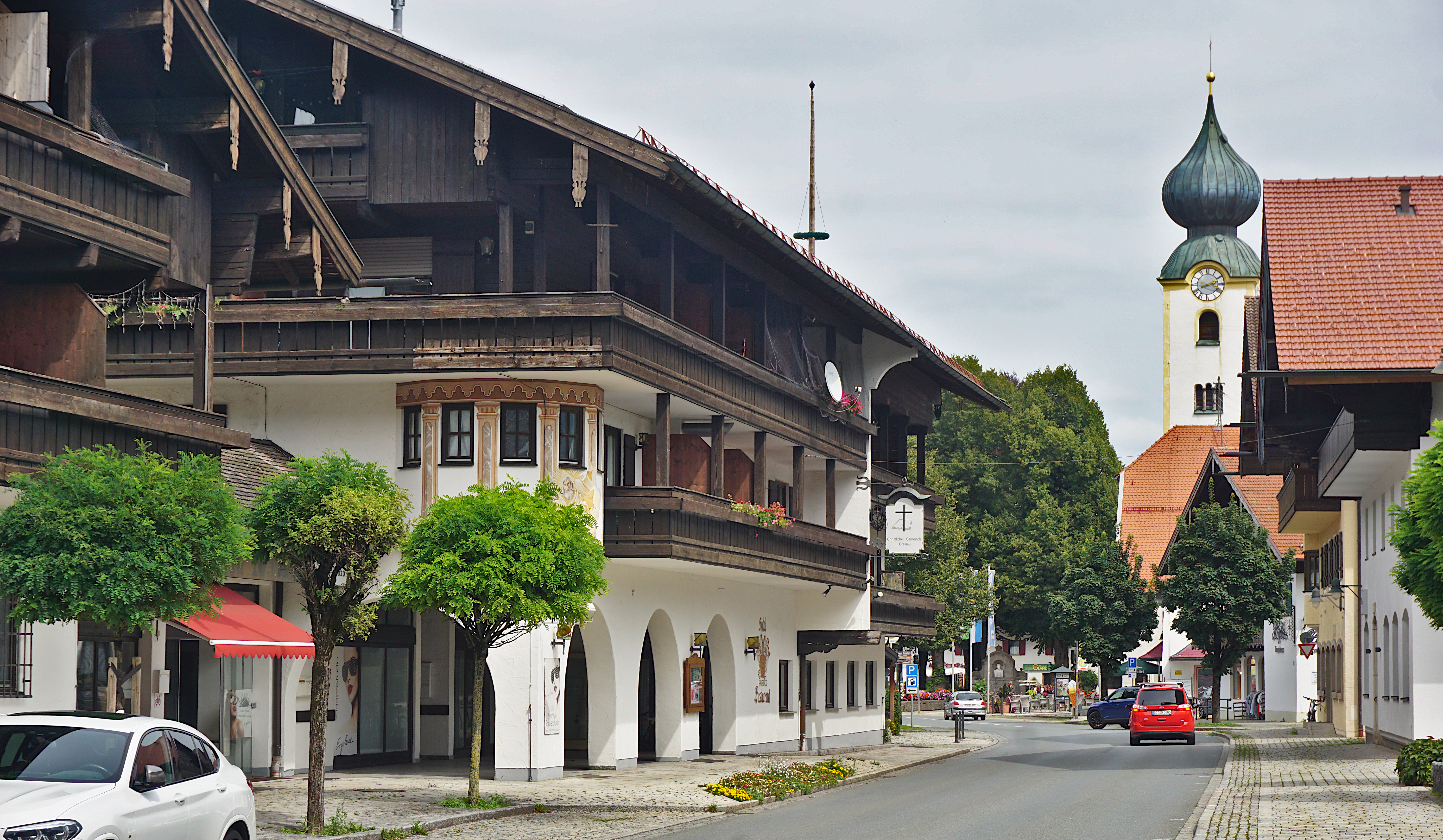
Das Ortszentrum von Grassau

Grassau ist ein Markt im Landkreis Traunstein in Oberbayern und staatlich anerkannter Luftkurort.

## Geographie
Die Gemeinde liegt in der Region Südostoberbayern im Chiemgau im Achental südlich des Chiemsees.

### Gemeindegliederung
Es gibt 31 Gemeindeteile (in Klammern ist der Siedlungstyp angegeben):
- Adersberg (Einöde)
- Aich (Siedlung)
- Au (Dorf)
- Brandstätt (Siedlung)
- Brunnhaus (Einöde)
- Einöde (Einöde)
- Fahrnpoint (Einöde)
- Filze (Siedlung)
- Grafing (Siedlung)
- Grassau (Hauptort)
- Grießenbach (Weiler)
- Guxhausen (Weiler)
- Hachau (Einöde)
- Hindling (Weiler)
- Klaus (Weiler)
- Kucheln (Dorf)
- Mauthhäusl (Einöde)
- Mietenkam (Kirchdorf)
- Moos (Einöde)
- Nachmühl (Einöde)
- Nußbaum (Siedlung)
- Obermoosbach (Dorf)
- Reifing (Dorf)
- Reit (Dorf)
- Rottau (Kirchdorf)
- Steinbruck (Weiler)
- Strehtrumpf (Einöde)
- Untermoosbach (Weiler)
- Viehhausen (Dorf)
- Weiher (Weiler)
- Weißenbach (Einöde)

### Nachbargemeinden
Die Nachbargemeinden sind (im Uhrzeigersinn im Norden beginnend) Übersee, Staudach-Egerndach, Marquartstein, Schleching, Aschau im Chiemgau und Bernau am Chiemsee.
| Bernau |                                             | Übersee            |
|        | Kompassrose, die auf Nachbargemeinden zeigt | Staudach-Egerndach |
| Aschau | Schleching                                  | Marquartstein      |

## Geschichte

### Bis zur Gemeindegründung, Markt
Der seit mindestens 1259 existierende Ort Grassau gehörte zum Rentamt Burghausen und zum Landgericht Marquartstein des Herzogtums bzw. Kurfürstentums Bayern. Der heutige Gemeindeteil Mietenkam wurde bereits 1114 urkundlich als Muytenheim erwähnt. Im Zuge der Verwaltungsreformen in Bayern entstand mit dem Gemeindeedikt von 1818 die heutige Gemeinde. Im Jahr 1965 erfolgte die Markterhebung.

### Etymologie
Zwischen 1125 und 1147 tauchte der Ort als Grâzowo auf, 1144 als Grazzowe, ca. 1180 als Grazowe, zwischen 1180 und 1195 als Crassvowe, zwischen 1219 und 1234 als Grazzvowe, ca. 1259 als Grazav̂, kurz vor 1300 als Grazzawe, 1495 als Grassaw, 1514 als Grasaw, 1589 als Grassa und 1831 schließlich als Grassau. Der Ortsname bildet sich aus dem Grundwort -au und dem mittelhochdeutschen Bestimmungswort des ursprünglichen Flurnamens graz („junge Zweige von Nadelholz“).

### Eingemeindungen
Im Zuge der Gebietsreform in Bayern wurde am 1. Januar 1972 die Gemeinde Rottau eingegliedert.

### Ausgliederungen
Am 1. April 1938 wurden Gebietsteile an die neue Gemeinde Marquartstein abgetreten.

### Einwohnerentwicklung
Zwischen 1988 und 2018 wuchs der Markt von 5561 auf 6851 um 1290 Einwohner bzw. um 23,2 %.
| Stichtag           | Einwohner |
| ------------------ | --------- |
| 1. Dezember 1840   | 990       |
| 1. Dezember 1871   | 1047      |
| 1. Dezember 1900   | 1479      |
| 16. Juni 1925      | 2562      |
| 17. Mai 1939       | 2121      |
| 13. September 1950 | 3431      |
| 6. Juni 1961       | 3673      |
| 27. Mai 1970       | 4803      |
| 25. Mai 1987       | 5383      |
| 31. Dezember 1991  | 5923      |
| 31. Dezember 1993  | 6102      |
| 31. Dezember 1995  | 6195      |

| Stichtag          | Einwohner |
| ----------------- | --------- |
| 31. Dezember 2000 | 6177      |
| 31. Dezember 2004 | 6367      |
| 31. Dezember 2005 | 6305      |
| 31. Dezember 2006 | 6341      |
| 31. Dezember 2007 | 6400      |
| 31. Dezember 2008 | 6372      |
| 31. Dezember 2009 | 6388      |
| 31. Dezember 2010 | 6385      |
| 31. Dezember 2011 | 6332      |
| 31. Dezember 2012 | 6394      |
| 31. Dezember 2013 | 6462      |
| 31. Dezember 2014 | 6661      |
| 31. Dezember 2015 | 6743      |

## Politik

### Marktgemeinderat
Die Gemeinderatswahlen seit 2014 ergaben folgende Sitzverteilungen:
| Partei/Liste                      | Sitze 2020 | Sitze 2014 |
| --------------------------------- | ---------- | ---------- |
| CSU                               | 6          | 6          |
| SPD                               | 5          | 6          |
| Freie Wähler                      | 3          | 3          |
| Allgemeine Einwohnerschaft Rottau | 3          | 3          |
| Unabhängige Grassauer Liste       | 2          | 2          |
| Bayernpartei                      | 1          | –          |
| Gesamt                            | 20         | 20         |

### Bürgermeister
Folgende Personen waren seit 1818 Bürgermeister der Gemeinde Grassau:
| Zeitraum                            | Partei | Name                                         | Anmerkung                   |
| ----------------------------------- | ------ | -------------------------------------------- | --------------------------- |
| 1818–1824                           |        | Johann Georg Mayer                           |                             |
| 1825–1833                           |        | Johann Genghammer                            |                             |
| 1834–1836                           |        | Johann Georg Mayer                           |                             |
| 1837–1843                           |        | Anton Gnadl                                  |                             |
| 1844–1854                           |        | Joseph Sichler                               |                             |
| 1855–1860                           |        | Anton Krammer                                |                             |
| 1860–1863                           |        | Anton Gnadl                                  |                             |
| 1863–1871                           |        | Wolfgang Scheck                              |                             |
| 1872–1881                           |        | Sebastian Moritz                             |                             |
| 1882–1893                           |        | Mathias Sichler                              |                             |
| 1894–1899                           |        | Johann Baptist Lüttich                       |                             |
| 1900–1919                           |        | Georg Seitz                                  |                             |
| 1919 – 30. April 1933               |        | Georg Bosch senior                           |                             |
| 1. Mai 1933 – 6. Oktober 1933       |        | Peter Schießleder                            |                             |
| 14. Oktober 1933 – 5. November 1937 |        | Karl Dasch                                   |                             |
| 5. November 1937 – 30. Oktober 1938 |        | Josef Klauser                                |                             |
| 1938 – 11. Juli 1945                |        | Franz Schaaf                                 |                             |
| Juli 1945 – Mai 1948                |        | Josef Klauser; Georg Bosch sen.; Hans Dögerl |                             |
| 1948–1958                           |        | Jakob Häringer                               |                             |
| 1958–1974                           |        | Hans Steiner                                 | geehrt als Altbürgermeister |
| 1974–1986                           | CSU    | Konrad Strehhuber                            | geehrt als Altbürgermeister |
| 1986–2002                           | SPD    | Raimund Schupfner                            | geehrt als Altbürgermeister |
| 2002–2020                           | SPD    | Rudi Jantke                                  | geehrt als Altbürgermeister |
| seit 2020                           | SPD    | Stefan Kattari                               |                             |

### Wappen und Fahne
Der Marktgemeinde Grassau wurde am 12. November 1951 vom Bayerischen Staatsministerium des Innern das Recht verliehen, ein eigenes Gemeindewappen zu führen. Am 24. Juni 1954 wurde auch die Führung der Fahne in den Farben Blau–Silber–Grün genehmigt.
| Wappen von Grassau | Blasonierung: „In Silber ein Feuer speiender, blauer Pantherkopf, schwebend über einer grünen Au, aus der zwei grüne Grashalme emporwachsen.“ |
| Wappen von Grassau | Wappenbegründung: Die Au steht für die mit Gras bewachsene Auenlandschaft und die Endung des Ortsnamens. Der Feuer speiende Pantherkopf ist die geminderte Form des Kraiburger Panthers. Die Grafen von Kraiburg-Ortenburg waren von etwa 1140 bis 1248 Herren im Achental und somit in Grassau. Die Farben Silber und Blau stellen die Zugehörigkeit zum herzoglich-wittelsbachischen Gericht Marquartstein dar. |

### Partnergemeinden
- Tscherms, Südtirol, Italien[15]
- Raschau, Erzgebirgskreis, Sachsen[15]
- Rognonas, Provence, Frankreich, seit 1974[15]

### Finanzen
Im Jahr 2013 betrugen die Gemeindesteuereinnahmen 4585 T€, davon waren 1081 T€ Gewerbesteuereinnahmen (netto).

## Kultur und Sehenswürdigkeiten

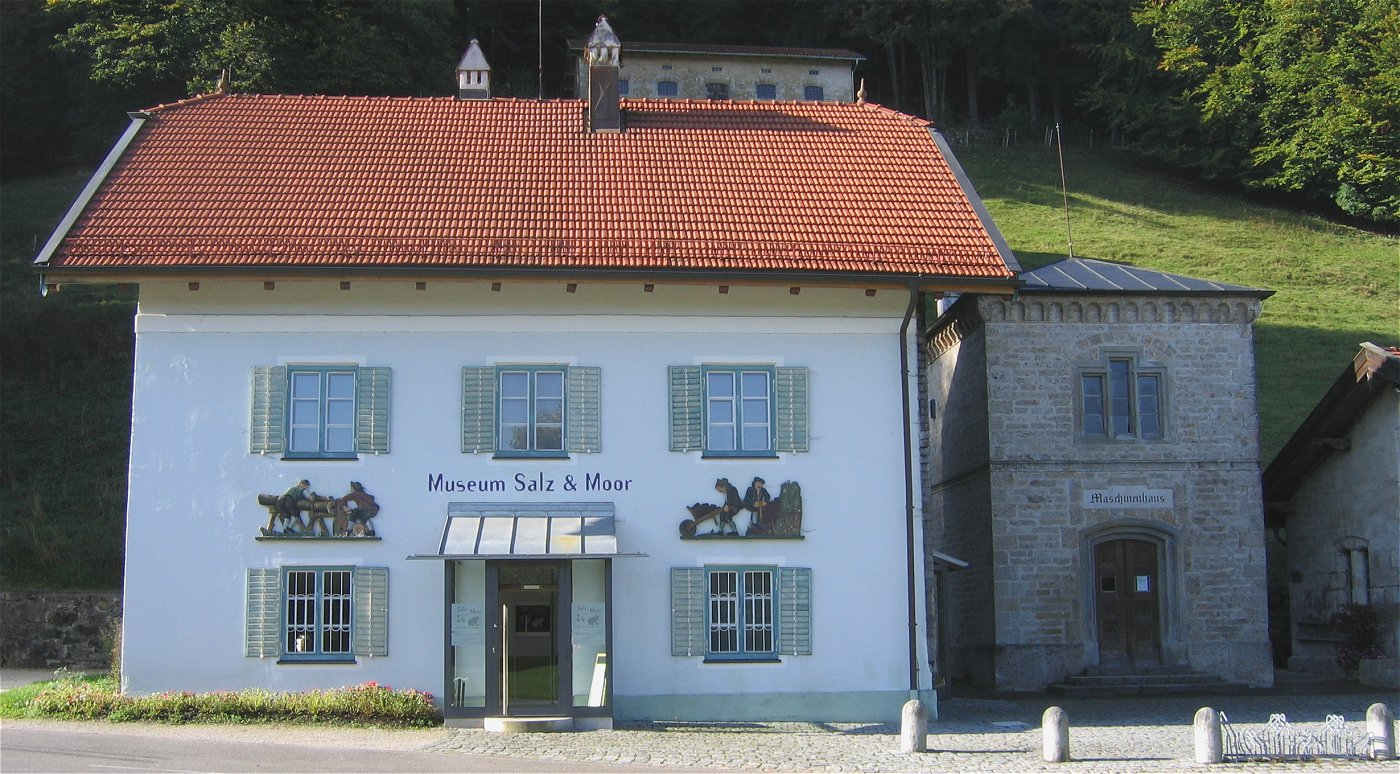
Museum Salz und Moor

- Pfarrkirche Mariä Himmelfahrt aus dem Ende des 15. Jahrhunderts
- Museum Klaushäusl – Brunnhaus der Soleleitung Reichenhall–Rosenheim
- Bayerisches Moor- und Torfmuseum im Rottauer Torfbahnhof am Rande des Naturschutzgebietes Kendlmühlfilzn
- Doktorhaus – 2006 komplett renoviertes historisches Gebäude in der Ortsmitte
- Grassauer Almen – großes Almgebiet in den Chiemgauer Alpen

### Sport
Seit ihrem Aufstieg am Ende der Saison 2014 tritt die erste Männer-Mannschaft von Triathlon Grassau in der 1. Triathlon-Bundesliga an. Seit 2013 findet am Reifinger See jährlich der Grassauer Triathlon statt.
Die Grassauer Sportanlage wird regelmäßig von namhaften europäischen Fußballmannschaften und verschiedenen DFB-Auswahlmannschaften genutzt. Im Sommer 2015 fand dort die DFB-Schiedsrichterschulung statt.

## Wirtschaft und Infrastruktur

### Wirtschaft
Die im Jahr 1952 in Grassau angesiedelten Körting-Radio-Werke waren bis zur stufenweisen Auflösung des Betriebs Anfang der 1980er Jahre wichtigster Arbeitgeber am Ort. Fremdenverkehr spielte damals wie heute eine bedeutende Rolle.
Heute sind in dem Gewerbepark mehrere Firmen aus den unterschiedlichsten Gebieten tätig. Die größten sind die Firma Katek mit mehr als 600 Beschäftigten und die Firma Ruwel mit mehr als 200 Arbeitnehmern.
Es gab 2013 nach der amtlichen Statistik im Bereich der Land- und Forstwirtschaft zehn, im Produzierenden Gewerbe 711 und im Bereich Handel, Gastgewerbe und Verkehr 449 sozialversicherungspflichtig Beschäftigte am Arbeitsort. Bei Unternehmensdienstleistern waren am Arbeitsort 163 und öffentlichen und privaten Dienstleistern 250 Personen sozialversicherungspflichtig beschäftigt. Sozialversicherungspflichtig Beschäftigte am Wohnort gab es insgesamt 2139. Im verarbeitenden Gewerbe gab es drei Betriebe, im Bauhauptgewerbe 14 Betriebe. Im Jahr 2010 bestanden zudem 47 landwirtschaftliche Betriebe mit einer landwirtschaftlich genutzten Fläche von insgesamt 897 ha. Davon waren 772 ha Dauergrünfläche.

### Medien
Im Hauptort ist der Digitalradiosender Radio BUH ansässig.

### Verkehr
Grassau liegt an der Bundesstraße 305 und damit an der Deutschen Alpenstraße. Eine regionale Verbindung stellt die Staatsstraße 2096 dar. Die nächstliegende Autobahn ist die Bundesautobahn 8 (München–Salzburg).
Der nächstliegende Bahnhof befindet sich heute in Übersee. Ab 1885 hatte Grassau einen Bahnhof an der Bahnstrecke Übersee–Marquartstein. Die Strecke wurde 1968 bzw. 1992 im Personenverkehr sowie im Güterverkehr stillgelegt.
Die Verkehrsbedienung im Öffentlichen Personennahverkehr erfolgt durch die folgenden Buslinien der DB-Tochter Regionalverkehr Oberbayern:
| Buslinie | Verlauf |
| -------- | --- |
| 9505     | Reit im Winkl – Oberwössen – Unterwössen – Marquartstein – Grassau – Bernau – Prien                                 |
| 9509     | Reit im Winkl – Ettenhausen – Unterwössen – Marquartstein – Grassau – Übersee – Feldwies – Grabenstätt – Traunstein |
| 9531     | Oberwössen – Unterwössen – Schleching – Rottau – Grassau – Übersee                                                  |

Rottau, Grassau und Reifing liegen am Bodensee-Königssee-Radweg, welcher in Lindau beginnt und zum Königssee bei Berchtesgaden führt.

### Bildung

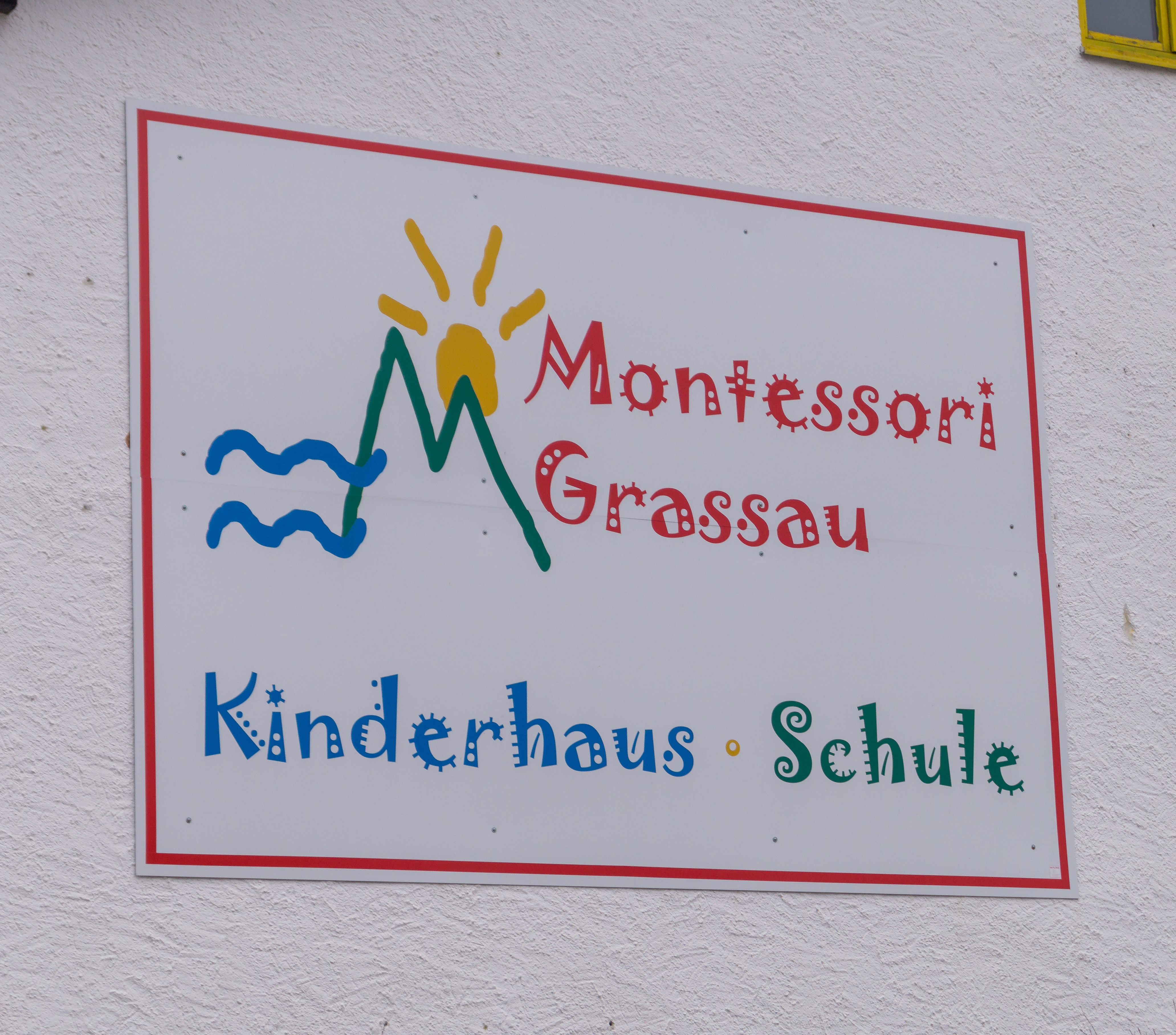
Montessorischule Grassau

Es gibt folgende Einrichtungen (Stand 2014):
- Vier Kindergärten: 302 Kindergartenplätze mit 298 Kindern und 49 Erziehern[23]
- Volksschulen: drei (darunter die private Montessorischule Chiemgau) mit insgesamt 44 Lehrern und 596 Schülern[23]
- Musikschule seit 1. Oktober 1975
- Gemeindebücherei

## Persönlichkeiten
- Ernst A. Lehmann (1886–1937), Luftschiffkapitän, umgekommen bei der Luftschiffkatastrophe von Lakehurst 1937, begraben in Grassau
- Willy Reichert (1896–1973), Komiker, Schauspieler, Sänger; am alten Gemeindefriedhof Grassau begraben
- Fritz Rudolf Wüst (1912–1993), Althistoriker, verstorben in Grassau
- Wolfgang Sawallisch (1923–2013), Dirigent und Generalmusikdirektor, verstorben und begraben in Grassau
- Stefan Dettl (* 1981), Musiker, Frontmann der Gruppe LaBrassBanda, in Grassau aufgewachsen
- Ronja von Rönne (* 1992), Bloggerin, Journalistin und Schauspielerin, aufgewachsen in Grassau

### Ehrenbürger
Folgenden Personen wurde seit 1967 die Ehrenbürgerwürde verliehen:
| Verliehen          | Name                         | Anmerkung                                                 |
| ------------------ | ---------------------------- | --------------------------------------------------------- |
| 29. September 1967 | Gerhard Böhme (†)            | Geschäftsführender Gesellschafter der Körting Radio Werke |
| 18. Oktober 1970   | Johann Michael Hausladen (†) | Pfarrer in Grassau von 1943 bis 1970                      |
| 25. April 1975     | Georg Bosch (†)              | Steinbruchbesitzer, 2. Bürgermeister                      |
| 14. Dezember 1984  | Franz Zech (†)               | Arzt in Grassau von 1945 bis 1967                         |
| 28. April 1994     | Hans Hornberger (†)          | Bauunternehmer, 2. Bürgermeister                          |
| 25. Oktober 2003   | Wolfgang Sawallisch (†)      | Dirigent, Generalmusikdirektor                            |